# Dasher (Geórgia)
Dasher é uma cidade  localizada no Estado americano de Geórgia, no Condado de Lowndes.

## Demografia
Segundo o censo americano de 2000, a sua população era de 834 habitantes.
Em 2006, foi estimada uma população de 803, um decréscimo de 31 (-3.7%).

## Geografia
De acordo com o United States Census Bureau tem uma área de
12,8 km², dos quais 12,6 km² cobertos por terra e 0,2 km² cobertos por água.

## Localidades na vizinhança
O diagrama seguinte representa as localidades num raio de 32 km ao redor de Dasher.